# Caulospongia
Genre
Taxons de rang inférieur
- Caulospongia amplexa Fromont, 1998
- Caulospongia biflabellata Fromont, 1998
- Caulospongia elegans (Lendenfeld 1888)
- Caulospongia pennatula (Lamarck 1814)
- Caulospongia perfoliata (Lamarck 1814)
- Caulospongia plicata Kent, 1871
- Caulospongia reticulata Fromont, 1998
- Caulospongia venosa Fromont, 1998

Synonymes
Plectodendron Lendenfeld, 1888
Caulospongia est un genre d'éponges de la famille des Suberitidae et de l'ordre des Suberitida.